# Neger
Neger (entlehnt über französisch nègre und spanisch negro, „Schwarzer“, von lateinisch niger „schwarz, schwärzlich, dunkelfarbig“) ist eine im 17. Jahrhundert in die deutsche Sprache eingeführte Bezeichnung für dunkelhäutige, insbesondere schwarze Menschen. Das Wort fand zunächst nur begrenzt Verwendung; mit dem Aufkommen der eng mit der Geschichte von Kolonialismus, Sklaverei und Rassentrennung verbundenen Rassentheorien und der inzwischen überholten Vorstellung einer „negriden Rasse“ bürgerte es sich ab dem 18. Jahrhundert in der Umgangs-, Literatur- und der Wissenschaftssprache ein.
Das Wort „Neger“ hat sich in Nutzung und Bedeutung der früheren Bezeichnung schwarzer Personen vor allem im Verlauf des späten 20. Jahrhunderts gewandelt und verschwand mehr und mehr aus der Alltagssprache. Es gilt als abwertende, rassistisch diskriminierende Bezeichnung und wird als Schimpfwort gebraucht. Das Wort wird manchmal wegen seiner negativen Wertungen aus Gründen sprachlicher Sensibilität durch den Euphemismus „das N-Wort“ ersetzt.

## Etymologie

### Herkunft
Nach dem Etymologischen Wörterbuch der deutschen Sprache hat das Wort Neger die Ausgangsbedeutung „Schwarzer“ (wie sie etwa 1879 von Wilhelm Busch synonym verwendet wurde und wie sie auch der Duden von 1929 noch angab) und ist ein Lehnwort nach dem französischen nègre, das wiederum vom spanischen negro, der Nachfolgeform des lateinischen niger („schwarz“), abgeleitet ist.
Die Bezeichnung wurde erstmals im 16. Jahrhundert während des spanischen und portugiesischen Sklavenhandels für Menschen verwendet, vornehmlich für afrikanische Versklavte, und bezog sich auf deren dunkle Hautfarbe. „[V]or dem Hintergrund von Kolonialismus und neuzeitlicher Sklaverei“ entstand laut dem Soziologen Wulf D. Hund die Stereotypisierung von Menschen in Menschenrassen, indem „nebensächliche körperliche Eigenschaften in eine politische Frage verwandelt worden“ seien.
Der analoge Begriff in der deutschen Sprache fand in Texten des 17. Jahrhunderts begrenzt Verwendung und bürgerte sich im 18. Jahrhundert gleichzeitig mit der Etablierung von Rassentheorien ein. Der negative Sprachgebrauchswert des Begriffs wird im Etymologischen Wörterbuch des Deutschen aufgegriffen: Die deutsche Bezeichnung Neger, so Sabine Wierlemann, tradiere die Konnotationen der verschiedenen Entlehnungsstufen vom Lateinischen über das Spanische oder Portugiesische und das Französische. Im aktuellen Sprachgebrauch erhalte die Bezeichnung ihren diskriminierenden Charakter aus den etymologischen Wurzeln, denn das spanische und portugiesische ‚negro‘ sei eine „abschätzige[…] Bezeichnung für die als Sklaven gehandelten Eingeborenen Afrikas“ gewesen.
Die teilweise von dem Begriff Neger abgelöste Bezeichnung Mohr, die bereits im 16. Jahrhundert eingebürgert war, macht laut einer Deutung ihrem Ursprung nach ebenfalls eine Aussage über die Hautfarbe (siehe dazu ausführlicher in Sprachgeschichte des Wortes Mohr).
Ebenfalls über die Hautfarbe bestimmt sich der früher für dunkelhäutige Afrikaner gebräuchliche Begriff Äthiopier, der über lateinische Vermittlung vom griechischen Αἴθιοψ Aithiops („Brandgesicht“) kommt. Die Bezeichnung als „Brandgesicht“ bezieht sich auf den Mythos von Phaethon.
Bis sich ab den 1970er Jahren im deutschsprachigen Raum das englische Wort Aborigines durchsetzte, hießen die australischen Ureinwohner in Deutschland Australneger.

### Semantik
Das lateinische Adjektiv niger mit der Bedeutung schwarz wurde bei der Übertragung in andere Sprachen substantiviert. Auf Menschen bezogen, enthält es somit das Denotat „Mensch mit schwarzer Hautfarbe“. Bereits mit der Verwendung im Portugiesischen und Spanischen im 16. Jahrhundert wurde die Bezeichnung „negro“ mit dem Wort Sklave konnotiert und im Weiteren mit anatomisch-ästhetischen (hässlich), sozialen (wild, ohne Kultur), sexuellen (abnorm) und psychologischen (kindlich) Vorstellungen verknüpft. Die Übernahme des Begriffs in das Französische als „nègre“ im 16. Jahrhundert beinhaltete die Nebenbedeutungen und stand damit im Gegensatz zu dem direkt aus dem Lateinischen abgeleiteten noir für schwarz. Mit gleicher Gewichtung wurde das Wort als „Neger“ im 17. Jahrhundert in die deutsche Sprache übertragen, die Konnotation war von vornherein und dauerhaft inbegriffen, wurde jedoch bis in die Mitte des 20. Jahrhunderts von den meisten Europäern nicht problematisiert. Auch als Selbstbezeichnung war das Wort geläufig, etwa ab 1929 in dem Namen der Bürgerrechtsorganisation Liga zur Verteidigung der Negerrasse. Erst mit dem Ende des Kolonialismus nach dem Zweiten Weltkrieg, mehr noch mit der amerikanischen Bürgerrechtsbewegung und der Überwindung von Rassentheorien wurde die rassistische Konnotation des Begriffs anerkannt.

### Bedeutungsgeschichte
In der Klassifikation des Tierreichs teilte Carl von Linné im Jahre 1735 in der 1. Auflage seiner Systema Naturae die Gattung Homo in die vier Varietäten Homo europaeus albescens (europäischer erbleichender Mensch), Homo americanus rubescens (amerikanischer errötender Mensch), Homo asiaticus fuscus (asiatischer dunkler Mensch) und Homo africanus niger (afrikanischer schwarzer Mensch) ein. Menschen wurden damit auf Grundlage des Merkmals Hautfarbe zu unterschiedlichen biologischen und anthropologischen Einheiten in einem wissenschaftlichen Ordnungsprinzip, auch wenn bei dieser Annahme nur bedingt auf dieses Merkmal zurückgegriffen werden konnte, denn die Wahrnehmung natürlicher Unterschiede entsprach nicht den Abstrakta eines „Weiß“, „Rot“, „Gelb“ oder „Schwarz“ der Hautfarbe. So nahm sowohl die Anthropologie, unter anderem durch Johann Friedrich Blumenbach, wie die Philosophie des 18. und 19. Jahrhunderts eine Erweiterung zur Rassentheorie vor. In einem Konglomerat aus biologistischen und ästhetischen Wertungen wurde das rassistische Stereotyp des „Negers“ geschaffen, der beispielsweise nach Immanuel Kant als „stark, fleischig, gelenk, … faul, weichlich und tändelnd“ oder nach dem Popularphilosophen Christoph Meiners lediglich als „Halbmensch“ anzusehen sei.
Einher gingen diese Konstruktion einer Rasse und die Etablierung des Begriffs „Neger“ mit dem großen politischen und wirtschaftlichen Faktor des transatlantischen Sklavenhandels. Wulf D. Hund führt dazu aus: „Tatsächlich konstruieren die Europäer, während sie einen ganzen Kontinent zum Sklavenreservoir ihrer kolonialen Expansion machen, gleichzeitig die Rasse des Africanus niger. Dabei wird in einem langwierigen und keineswegs gradlinigen Prozess ein im Verlauf des 16. und 17. Jahrhunderts zusehends negativ gekennzeichnetes Mohrenbild mit der im 18. Jahrhundert entwickelten Ordnungskategorie Rasse zum Begriff des Negers verschmolzen.“

### Lexeme
In der weiteren Entwicklung hat der Begriff laut der Afrikawissenschaftlerin Susan Arndt „als sprachliche Schöpfung von Sklaverei und Kolonialismus […] die Ideologeme, Denkmuster und Hierarchien dieser Zeit“ beibehalten. Der Begriff „Neger“ als Lexem wurde hinsichtlich äußerlicher Merkmale und der geographischen Verbreitung verschieden umgrenzt und war niemals eindeutig. Die Bedeutung wandelte sich über die Zeit.

„Neger ist der gemeinsame Name der durch schwarze Färbung der sammtartig weichen, fettig anzufühlenden Haut, schwarzes, wolliges Haar, platten Schädel, vorstehende Backenknochen und aufgeworfene Lippen ausgezeichneten Bevölkerung des mittlern und nordwestl. Afrika, welche den wesentlichsten Theil der äthiopischen Menschenrace (s. Mensch) ausmacht.“

Während der Brockhaus von 1839 die als „Neger“ Bezeichneten in der mittel- und nordwestafrikanischen Bevölkerung sowie in Ostindien und auf Südseeinseln sieht, gibt Meyers Konversations-Lexikon von 1888 auch abweichende wissenschaftliche Meinungen wieder, welche Völker unter diesen Begriff zu zählen seien:

„Neger: (franz. nègre, v. lat. niger, schwarz, Nigritier), die ausgeprägte Rasse Afrikas, welche diesen Kontinent, vom Südrand der Sahara angefangen, bis zu dem Gebiet der Hottentoten und Buschmänner auf der südlichen Halbkugel und vom Atlantischen bis zum Indischen Ozean bewohnt, so daß nur der südwestliche Teil Afrikas und der Norden von andern Rassen (Khoi-Khoin, Hamiten, Semiten) eingenommen werden. […] Waitz schließt von den eigentlichen ‚Negern‘ Berber, Kopten, Abessinier, Galla, Nubier, Hottentoten, Kaffern, Congovölker und Malgaschen, Schweinfurth auch die Bongo aus, und Fr. Müller will zu den ‚Negern‘ nur die Völker des westlichen und mittlern Afrika gerechnet wissen, welche zwischen der Sahara und dem Äquator wohnen. Andre haben neuerdings wiederum versucht, auch die hellfarbigen Nordafrikaner (Hamiten) mit ihnen zu vereinigen, da zahlreiche Übergänge zwischen ihnen und den eigentlichen ‚Negern‘ vorhanden sind. […]“

Im Deutschen Kolonial-Lexikon von 1920 benennt der Hamburger Völkerkundler Georg Thilenius die Probleme der Unterteilung der „Rasse“:

„Neger. Die dunkelhäutige Rasse, die Afrika bewohnt, ist, abgesehen von der Hautfarbe, durch Langköpfigkeit, Prognathie, krauses Kopfhaar gekennzeichnet. Im einzelnen ergeben sich Unterschiede nach Gebieten, doch ist es nicht möglich gewesen, fest begrenzte Unterabteilungen der N. zu definieren oder den beiden Sprachgruppen, den Sudansprachen (s. d.) und Bantusprachen (s. d.) entsprechende anthropologische aufzustellen. […]“

„Neger 1) N., ältere Bezeichnung ‚Mohren, Nigritier, Äthiopier‘ […] einheitl. Menschenrasse in Afrika südl. von der Sahara bis zum Kapland […] dunkle Hautfarbe, vom tiefsten Braunschwarz sich abstufend bis zum Graubraun, Schokoladebraun und rötlichem Braun, wolliger Haarwuchs. Diese Verschiedenheit beruht zumeist auf Mischung mit den anderen Rassenelementen Afrikas […].“

Während der Zeit des Nationalsozialismus wurden in der 12. Dudenauflage von 1941 der nationalsozialistischen Rassenlehre entsprechend die Lemmata „negrid“, „Negride“ und „Negroide“ aufgenommen und mit dem Wort „Neger“ als negrider Zweig der Menschenrassen verknüpft. Bis zur 15. Duden-Neuauflage 1961 blieben die Einträge unverändert.
Ab Mitte der 1970er Jahre fanden sich in deutschen Wörterbüchern, zunächst nur vereinzelt, Hinweise auf eine abwertende oder diskriminierende Konnotation des Begriffs. Während das dtv-Lexikon weiterhin einen „negriden Rassenkreis“ beschrieb, wurde im Wörterbuch der deutschen Gegenwartssprache von 1975 eine Unterscheidung zwischen Afroamerikanern (vergleiche auch Afrokanadier) und Afrikanern vorgenommen: Als Bezeichnung für Afrikaner wird hier der Begriff Neger als „veraltend“ und „heute oft abwertend“ beschrieben; als Eintrag für Afroamerikaner fehlt eine solche Markierung jedoch.

„Neger [aus span. „Schwarzer“], im gewöhnlichen Sprachgebrauch die dunkelhäutigen Bewohner Afrikas südl. der Sahara bis zum Kapland sowie die Nachkommen der nach Nordafrika, Arabien und bes. nach Westindien, Nord- und Südamerika verschleppten Sklaven. Die N. bilden die kennzeichnendsten Gruppen des negriden Rassenkreises (→ Negride). → afrikanische Sprachen.“

„Neger, dunkelhäutiger Mensch mit sehr krausem schwarzen Haar a) Nachkomme der nach Amerika verschleppten Bewohner Afrikas: der Kampf der N. in den USA um ihre Gleichberechtigung b) veraltend/ heute oft abwertend/ Bewohner großer Teile Afrikas: Togo, ein unabhängiger Nationalstaat der N. an der Guineaküste […]“

„Neger, die der negriden Rasse zugehörigen Bewohner Afrikas, heute wegen der damit oft verbundenen abwertenden Bed. als Afrikaner od. Schwarze bezeichnet.“

Im Duden von 1999 wurde „Neger“ erstmals markiert als „wird heute meist als abwertend empfunden“, und in den Wörterbüchern des Dudenverlags ab 2004 werden in den Vorwörtern Gebrauchshinweise zu brisanten Wörtern ebenso vorangestellt, so wird der Begriff im Synonymwörterbuch als nicht mehr erwünschte Personenbezeichnungen und im Rechtschreibduden als diskriminierend gekennzeichnet.

„Neger – Viele Menschen empfinden die Bezeichnungen Neger, Negerin heute als diskriminierend. Alternative Bezeichnungen sind Schwarzafrikaner, Schwarzafrikanerin oder auch Afroamerikaner, Afroamerikanerin, Afrodeutscher, Afrodeutsche; in bestimmten Kontexten auch Schwarzer, Schwarze. Vermieden werden sollten auch Zusammensetzungen mit Neger wie Negerkuss, stattdessen verwendet man besser Schokokuss.“

In der Online-Dudenausgabe des Jahres 2019 wird das Wort als „stark diskriminierende Bezeichnung für eine Person von dunkler Hautfarbe“ beschrieben, gefolgt von folgendem Hinweis:

„Die Bezeichnung Neger gilt im öffentlichen Sprachgebrauch als stark diskriminierend und wird deshalb vermieden. Als alternative Bezeichnungen fungieren Farbiger, Farbige sowie Schwarzer, Schwarze; letztere Bezeichnung ist z. B. in Berichten über Südafrika vermehrt anzutreffen, wohl um eindeutiger auf die schwarze Bevölkerung (etwa im Unterschied zu Indern) Bezug nehmen zu können. In Deutschland lebende Menschen mit dunkler Hautfarbe wählen häufig die Eigenbezeichnung Afrodeutscher, Afrodeutsche, die zunehmend in Gebrauch kommt.“

## Vorkommen in anderen Sprachen

### Englischer Sprachraum
Der im Englischen verwendete Begriff Negro stammt ebenso wie der deutsche Begriff aus dem Spanischen/Portugiesischen. Er wurde für Personen schwarzen Aussehens bis zum Wechsel der in den Vereinigten Staaten amtlichen Klassifikationen von Rasse und Ethnizität in den 1960er Jahren beibehalten. Dabei wurde auch die zuvor gebräuchliche Einteilung in Negride, Europide und Mongolide aufgegeben. Der Gebrauch auch als Eigenbezeichnung war bis zur amerikanischen Bürgerrechtsbewegung, zum Beispiel bei Martin Luther King, weit verbreitet. Versuche, den Begriff positiv zu besetzen, wurden später zugunsten des heute weiter verbreiteten Black (schwarz) oder Afro aufgegeben. Diese Begriffe unterlagen teilweise einer Euphemismus-Tretmühle und waren selbst auch zuvor negativ oder rassistisch besetzt oder benutzt worden.
Obwohl „Negro“ wie „Neger“ nach den 1960er Jahren zunehmend als Ethnophaulismus angesehen wird, gibt es in den USA einzelne Institutionen mit diesem Wort in ihrer Bezeichnung. Ein Beispiel ist der United Negro College Fund als wichtiger Stipendiengeber für schwarze Studenten. Zusätzlich wird einzelner segregierter Institutionen wie der Negro Leagues (Baseball) auch bewusst unter diesem Namen gedacht. In den USA findet zudem amtlicherseits eine Klassifikation nach der Selbstidentifikation mit einer race statt, was in Deutschland aufgrund des Grundrechts auf Gleichheit (Art. 3 III GG) nicht möglich wäre. Der Begriff Negro blieb dem United States Census Bureau zufolge auch bei der Volkszählung 2010 neben „Black“ und „African-American“ in Gebrauch, da sich ältere Bürger immer noch damit identifizieren würden.
Als rassistisch und äußerst abwertend gilt die etymologisch verwandte Bezeichnung Nigger, die in Amerika seit dem Ende des 18. Jahrhunderts besteht und als verächtliche Nebenform 1834 in den deutschen Sprachraum gelangte.

### Französisch
Aus dem Französischen wurde der abgeleitete Begriff Négritude ins Deutsche aufgenommen. Der Dichter und Politiker Aimé Césaire begann damit eine frankophon geprägte literarisch-philosophische und politische Strömung, die für eine kulturelle Selbstbehauptung aller Menschen Afrikas und ihrer afrikanischen Herkunft eintritt. Durch Léopold Sédar Senghor und dessen Freundschaft mit Janheinz Jahn wurde die moderne afrikanische Literatur in Deutschland bekannt; (westdeutsche) Vorstellungen wurden entscheidend modernisiert und Vorurteile gegenüber Afrikanern abgebaut.

## Rückgang der Verwendung

### Sprachgebrauch, Wörterbucheinträge, Schreibungen
In den 1980er Jahren versuchten Mitglieder der amerikanischen Bürgerrechtsbewegung, der Diskriminierung von Minderheiten mit Hilfe eines Sprachgebrauchs entgegenzuwirken, den sie selber als „nicht wertend“ und „neutral“ empfanden. Später identifizierten Sprachwissenschaftler im deutschsprachigen Raum „Neger“ als wertende Bezeichnung. Die Pejorativität wurde schließlich in Wörterbüchern explizit dargestellt. Ulrike Kramer schloss aus der Betrachtung von Wörterbucheinträgen, dass gesagt werden könne, „daß sich Neger in seiner Wortgeschichte vom ursprünglichen Extrem einer wertfreien Bedeutung weg- und in die Richtung eines anderen Extrems, nämlich eines Schimpfwortes, hinbewegt“ habe. Ulrich Ammon, der das Variantenwörterbuch des Deutschen herausgab, bekräftigte 2018: „Dass ‚Neger‘ ein Schimpfwort ist, dürfte allen klar sein“. Auch der österreichische Sprachwissenschafter Manfred Glauninger befand, dass es sich bei Neger „tatsächlich um ein Schimpfwort handelt und dass die überkommenen Rassentheorien nicht haltbar sind.“ In ihrer Dissertation zu „Political Correctness in den USA und in Deutschland“ behandelte Sabine Wierlemann 2001 den „negativen Sprachgebrauchswert der Bezeichnung“ in Deutschland und kommt zu dem Schluss, „dass der Ausdruck ‚Neger‘ heute als explizite Diffamierungsvokabel fungiert und im öffentlichen Sprachgebrauch außer bei Rechtsextremen vermieden wird“. Die Literaturwissenschaftlerin Susan Arndt und die Sprachwissenschaftlerin Antje Hornscheidt bezeichneten 2004 das Argument, früher sei das Wort nicht diskriminierend gewesen, als eine „Verkennung sprachgeschichtlicher Kontexte und kolonialistischer Begriffs- und Konventionalisierungsgeschichte“, denn wie ein Wort individuell und persönlich gemeint ist, sei „schlichtweg irrelevant“. Sonja Steffek schrieb im Jahr 2000, die Bezeichnung „Neger“ werde von den so Bezeichneten strikt abgelehnt. Die Psychologin Grada Kilomba sieht die Verwendung des Wortes als „mise-en-scène, wo Weiße zu symbolischen HerrscherInnen und Schwarze durch Demütigung, Verletzung und Ausgrenzung zu figurativen Sklaven degradiert werden“. Mit dem Begriff beschimpft zu werden, stelle für Betroffene eine Form des Traumas dar.
Der Ausdruck „Neger“ wurde seit den 1970er Jahren in der Bundesrepublik Deutschland und seit den 1980er Jahren in der DDR (möglicherweise beeinflusst von der Bürgerrechtsbewegung in den USA) von einigen Seiten als abwertend bezeichnet. Der Begriff habe, so ein Buch von 2001, eine rassistische Konnotation, stelle eine Stereotypisierung durch biologistische Einteilungen dar und diene der Pseudolegitimation des Konstruktes „Rasse“. Der Germanist Theodor Ickler sah die herabsetzende Wertung des Ausdrucks in der geschichtlichen Entwicklung begründet und verweist überdies auf einen Einfluss „eine[r] übermächtige[n] ausländische[n] Diskussion […], die eine Eigenentwicklung für das Deutsche praktisch ausschließt“.

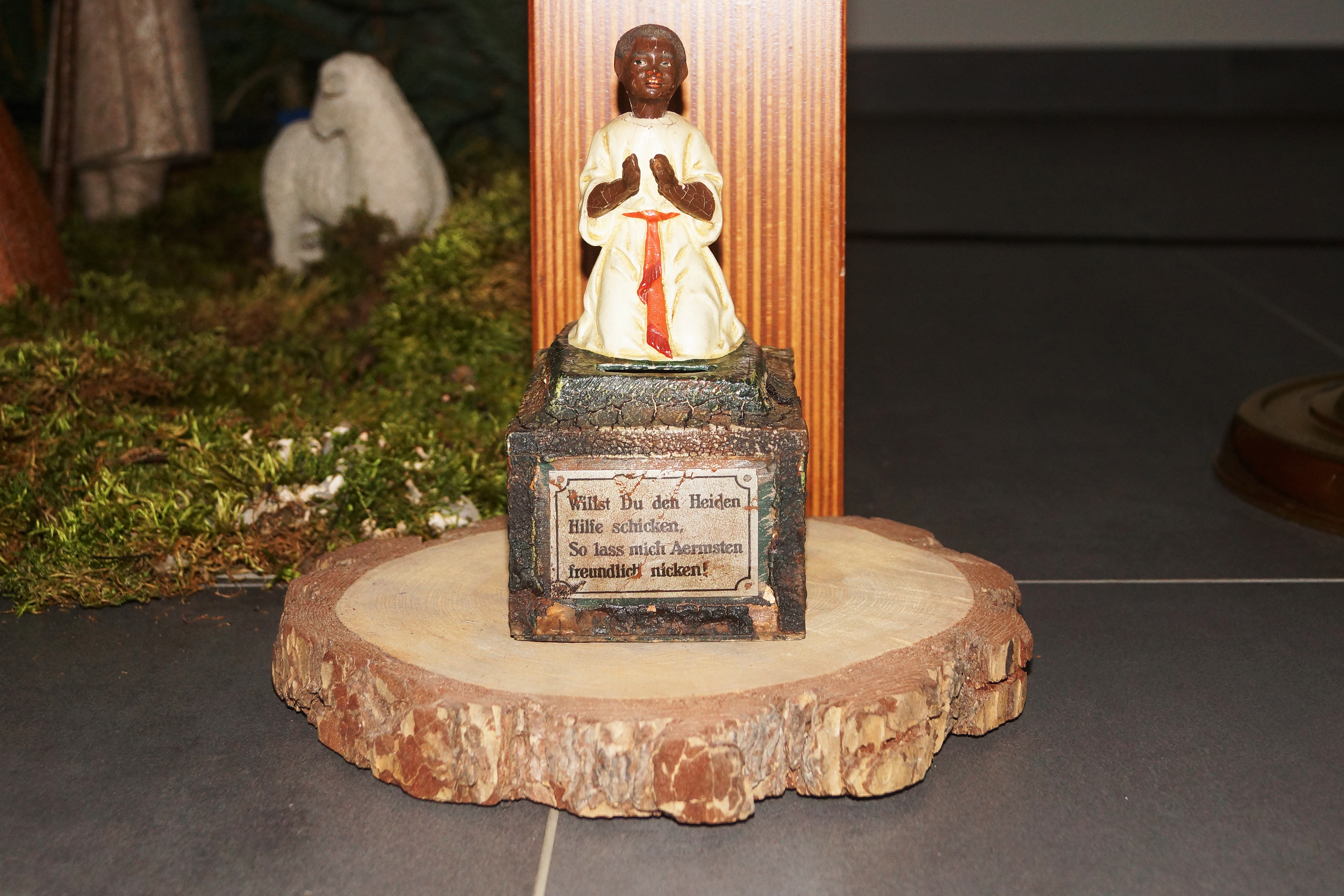
Missionsspardosen wurden zeitgenössisch „Nickneger“ genannt, bis sie seit den 1960er Jahren (meist) von den öffentlichen Weihnachtskrippen entfernt wurden.

In deutschen Wörterbüchern verbreitete sich ab Mitte der 1970er Jahre allmählich der Ratschlag, man solle den Begriff sowie seine Komposita vermeiden. Gebräuchlich waren etwa die Ausdrücke „Negermusik“ als abwertender Begriff für die von Afroamerikanern geprägten Musikstile, „Negergeld“ als Süßigkeit und zuvor Sammelbezeichnung für afrikanische und teils asiatische Zahlungsmittel oder „Nickneger“ als Missionsspardose. Noch 1978 schrieb die Redaktion des Nachrichtenmagazins Der Spiegel in einem Artikel über Latinos in den USA von der „einstigen Masseneinfuhr afrikanischer Neger“ und dass „die Minderheit der Latinos die US-Neger an Zahl übertroffen“ hätten. Laut Arndt/Hornscheidt fand das Wort im deutschen Sprachraum wegen fehlender öffentlicher Auseinandersetzung mit dem Begriff zuweilen noch unkritische Verwendung; wobei sie sich auf eine einzelne Veröffentlichung aus dem Jahr 2002 beziehen.
Die Bezeichnung „Schwarze“, die entsprechend dem englischen Black als Eigenbezeichnung verbreitet ist, ist laut Anke Poenicke anders konnotiert. Sie beziehe sich semantisch nicht auf die Hautfarbe, sondern beinhalte eine kulturelle und soziale Identität (siehe Theorie der sozialen Identität), mit der der Kontext aufgegriffen werde, in dem Menschen durch Rassismus und Sozialisation zu Schwarzen gemacht wurden.

### N-Wort
Im Sinne einer kritischen Verwendung wird die Bezeichnung Neger gelegentlich in einer Schreibweise verwendet, welche die Bezeichnung nicht als Ganzes wiedergibt, beispielsweise als N-Wort. Im Jahr 2021 nahm die Redaktion des Duden den Ausdruck N-Wort in das Nachschlagewerk auf. Nach dem Wörterbuch von Duden online gilt es unter anderem auch als Vermeidungsbegriff für das Wort Nigger.

### Kontroverse um die Verwendung in Literatur und Produktnamen
Auch im Umgang mit dem Begriff in Kinderliedern und -büchern und von Süßigkeiten für Kinder sowie in der Verwendung der Bezeichnungen Negerlein oder Negerkind zeigt sich der veränderte Umgang der Öffentlichkeit mit dem Wort.
Das Zählreim-Lied Zehn kleine Negerlein, 1869 als Ten Little Niggers in den USA erstveröffentlicht und ab 1885 in Deutschland erschienen, gilt in der Gegenwart als „eines der berühmtesten und umstrittensten Kinderbücher der Welt.“ Bis Anfang der 1990er Jahre vermarktete die Dr. Oetker GmbH noch die Eissorte „Negerlein“, ein mit Schokolade überzogenes Vanilleeis. Ebenso in den 1990er Jahren verschwanden die Warenbezeichnungen „Negerkuss“ für Schokokuss und Negergeld für die Lakritztaler der Firma Haribo.
2013 kam die Frage auf, ob man den Begriff „Neger“ in literarischen Texten (insbesondere Kinderbuchklassikern von Otfried Preußler, Erich Kästner und in deutschen Übersetzungen der Bücher von Astrid Lindgren) durch andere Begriffe ersetzen solle. Anlass war die Entscheidung des Thienemann-Esslinger Verlags, diskriminierende Wörter in Preußlers Buch Die kleine Hexe zu ersetzen. Die Verlagsgruppe Oetinger hatte bereits wenige Jahre zuvor in Pippi Langstrumpf „Negerkönig“ als Bezeichnung ihres Vaters als ‚König der Neger‘ in Taka-Tuka-Land durch „Südseekönig“ ersetzt. Auch der schwedische Fernsehsender SVT schnitt das Wort (im schwedischen Original Pippi Långstrump: „negerkung“) aus den Filmen, nachdem das Unternehmen Saltkrokan, das die Rechte an den Werken von Lindgren hält, sich einverstanden erklärt hatte.
In Internetforen wird häufig insinuiert, man habe etwa in den 2000er Jahren aus Gründen der Political Correctness den Titel des DDR-Kinderbuch-Klassikers Der Neger Nobi verändert. Dies geschah aber bereits 1962 in der DDR, wobei nicht klar ist, ob mit oder ohne Einverständnis des Autors. Dennoch kommt das Wort „Neger“ auch in den späteren Auflagen vor, wenn auch nur einmal im gesamten Buch.
Der Österreichische Presserat bewertete 2014 die Verwendung des Begriffs „Negerkinder“ in einem Zeitschriftenkommentar als Verstoß gegen den Ehrenkodex und verneinte einen satirischen Kontext. Der Begriff „Neger“, obwohl er in der Vergangenheit als unbedenklich gegolten haben möge, besitze inzwischen eine diskriminierende Bedeutung. In Bayern und Österreich wird ein Biermischgetränk mit Cola als „Neger“ bezeichnet und in gastronomischen Betrieben unter diesem Namen verkauft. Der Name wurde wiederholt kritisiert.

### Parlamentarische Debatte
Im Oktober 2018 benutzte der Vorsitzende der AfD-Fraktion im Landtag Mecklenburg-Vorpommern Nikolaus Kramer das Wort in mehreren Zwischenrufen und bekannte sich in einem Redebeitrag explizit dazu: Er lasse sich „nicht vorschreiben […], was hier Schimpfwort sei oder was nicht“. Daraufhin erhielt er im November 2018 nachträglich einen Ordnungsruf, der der gerichtlichen Überprüfung nicht standhielt. Das Landesverfassungsgericht Mecklenburg-Vorpommern urteilte am 19. Dezember 2019, die bloße Verwendung des Wortes dürfe nicht pauschal als Verletzung der Würde des Hauses geahndet werden. Ob es abwertend gemeint sei, könne „nur aus dem Zusammenhang beurteilt werden“. Dies sei etwa nicht der Fall, wenn es ironisch oder zitierend verwendet würde, oder wenn „über das Wort und seine Verwendbarkeit“ gesprochen werde, wie es Kramer in seinem Redebeitrag getan habe. Das Urteil führte zu Empörung und zum Start einer Petition auf change.org; in Hamburg wurde eine Protestdemonstration organisiert.

### Postkolonialer Diskurs
Der postkoloniale Theoretiker Achille Mbembe verwendet das Wort als analytische Kategorie, um die Geschichte des Kapitalismus zu beschreiben, die für ihn auf den mit Sklaven betriebenen Plantagen in der Karibik, in Brasilien und Nordamerika begann. Das Wort bezeichne „ursprünglich ein Objekt, das wie ein Mensch aussieht und verkauft werden kann“, also eine Ware. Im Neoliberalismus seien diese Ausbeutungsbeziehungen universalisiert und globalisiert worden, weshalb Mbembe von einer „conditio nigra“ (französisch raison négre) spricht, der ein Großteil der Menschheit unterworfen sei: „Neger ist das Synonym für alle Unterdrückten dieser Erde, für das fortdauernde Herr-Knecht-Verhältnis.“